# Huabiao Awards 2000
La XVI edizione degli Huabiao Awards si è tenuta in Cina nel 2000.

## Premi
- Miglior attore - Daoming Chen per Wo de 1919
- Miglior attrice - Jin Chen per Heng kong chu shi
- Miglior film - Wo de 1919
- Miglior film co-prodotto -  Shadow Magic
- Miglior film straniero tradotto - Notting Hill